# Ванген (Унструт)
Ванген (нем. Wangen) — деревня в Германии, в земле Саксония-Анхальт. 
Входит в состав города Небра района Бургенланд. Население составляет 538 человек (на 30 июня 2004 года). Занимает площадь 6,36 км².
С 10 апреля 2009 году у Вангена есть остановочный пункт железной дороги (Unstrutbahn).